# Conjunt del circ de la Noguera de Tort: Estany Negre, Travessani, Tumeneia de Dalt i Monges
El circ de la Noguera de Tort es troba a la vall de Boí, a la capçalera de la Noguera Ribagorçana i conté un conjunt de 17 estanys de més de mitja hectàrea. Entre aquests es poden destacar els que tenen una major superfície com l'estany Negre (a 2126 m i de 9 ha), el de Travessani (a 2247 m i d'11 ha), el Tumeneia de Dalt (a 2320 m i de13.4 ha) i el de Monges (a 2418 m i de 14.7 ha). Els més profunds són l'estany de Monges (51 m) i el Negre (35 m). El circ està orientat de nord a sud i té una conca relativament petita coronada al nord, pel cim del Montardo (2833 m) i al sud la Punta Alta de Comalesbienes (3014 m).
L'estany de Monges té unes característiques químiques de l'aigua diferents de la resta d'estanys del circ, amb aigües molt toves comparables a les dels estanys del conjunt de Romedo més a l'est.
La vegetació dominant són els gespets o prats de Festuca eskia, tot i que també s'hi troben matollars nans de nabius (Vaccinium uliginosum i V. myrtillus), prats de pèlcaní (Nardus stricta) o de Bellardiochloa variegata, prats de Carex curvula, prats de Festuca airoides o de Festuca yvesii, i algunes molleres de Carex fusca. La vegetació aquàtica és present als dos estanys de menys altitud entre els relacionats, l'estany Negre i el de Travessani. A ambdós s'hi troben Potamogeton alpinus, Potamogeton berchtoldii i al de Travessani també hi ha Myriophyllum alterniflorum. En l'estany Negre també hi ha espargani (Sparganium alterniflorum), Ranunculus trycophyllus, Ranunculus aquatilis, Subularia aquatica i Nitella sp..
A tots quatre estanys s'hi han introduït truites, tant truita comuna (Salmo trutta) com truita irisada (Onchorrynchus mykiss).
La qualitat de l'aigua és Bona segons la classificació de la Directiva Marc de l'Aigua. Tot el circ de la Noguera de Tor es troba dins del Parc Nacional d'Aigüestortes i Estany de Sant Maurici, que en garanteix un bon estat de conservació.